# Guadalupe Victoria
Guadalupe Victoria właśc. José Miguel Ramón Adaucto Fernández y Félix (ur. 29 września 1786 w Tamazula, zm. 21 marca 1843 w Perote) – meksykański polityk i wojskowy (generał), pierwszy prezydent Meksyku w latach 1824–1829. 

## Życiorys
Victoria urodził się w rodzinie meksykańskich criollo 29 września 1786 roku w Tamazuli w Durango.
Studiował w seminarium katolickim w Durango i w Colegio de San Ildefonso w Meksyku. Porzucił studia i przyłączył się do rebeliantów dowodzonych przez José Maríę Morelosa (1765–1815). Zmienił nazwisko aby okazać swe oddanie walce o suwerenność Meksyku (Matka Boska z Guadalupe jest patronką Meksyku i została przyjęta jako symbol powstania). Po śmierci Morelosa, Victoria kontynuował walkę przeciwko Hiszpanom w górach położonych koło Veracruz i Puebli. Po wycofaniu się wojsk kolonialnych z Meksyku i uznaniu przez Hiszpanię niepodległości swojej byłej kolonii do władzy doszedł Agustin de Iturbide (1783–1824). Początkowo Victoria popierał go ale po tym jak Iturbide w 1822 roku aresztował wszystkich przeciwników politycznych i rozwiązał legislaturę przyłączył się do zamachu stanu przeprowadzonego przez gen. Lópeza de Santa Annę (1794–1876). W 1823 roku spiskowcy doprowadzili do obalenia Iturbidego.
W 1824 roku Victoria został pierwszym prezydentem Meksyku wybranym w wyborach. Mimo że jako dowódca wojskowy wykazywał się nieprzeciętnymi zdolnościami, to jako prezydent nie miał odpowiednich kompetencji. Victoria nie mógł sobie poradzić z zawiłościami polityki, często był wykorzystywany przez tych, którym zaufał. Za jego rządów gospodarka kraju kulała i praktycznie nie przeprowadzono żadnych ważniejszych reform. Iturbide, który powrócił z wygnania z Włoch, został wkrótce stracony. W sprawach zagranicznych młode państwo nawiązało stosunki dyplomatyczne z wszystkimi ważniejszymi państwami. Victoria wyrzucił z kraju także wszystkich Hiszpanów, którzy byli nielojalni wobec nowej władzy. Najtrudniejszym momentem w jego prezydenturze był roku 1827, kiedy to wiceprezydent Nicolás Bravo (1786–1854) przygotował zamach stanu, który został stłumiony dzięki pomocy generałów Santa Anny i Vicentego Guerrero (1782–1831).
Victoria zmarł wskutek komplikacji związanych z epilepsją w 1843 roku w Perote, gdzie też został pochowany.

## Upamiętnienie
Jego wizerunek znajdował się na meksykańskiej monecie obiegowej o nominale 20 peso bitej w latach 1985-1990. W 2010 roku z okazji dwusetnej rocznicy niepodległości Bank Meksyku wyemitował upamiętniającą go monetę okolicznościową o nominale 5 peso.